# Епархия Дапаонга
Епархия Дапаонга (лат. Dioecesis Dapaongana) — епархия Римско-Католической церкви c центром в городе Дапаонг, Того. Епархия Дапаонга распространяет свою юрисдикцию на Область Саванн в Того. Епархия Дапаонга входит в митрополию Ломе. Кафедральным собором епархии Дапаонга является церковь Святого Карла Лванги.

## История
1 марта 1960 года Римский папа Иоанн XXIII издал буллу Ex quo tempore, которой учредил апостольскую префектуру Дапанго, выделив её из епархии Сокоде.
6 июля 1965 года Римский папа Павел VI издал буллу Quod universo hominum, которой возвёл апостольскую префектуру Дапанго в ранг епархии.
3 декабря 1990 года епархия Дапанго была переименована в епархию Дапаонга.

## Ординарии епархии
- Епископ Barthélemy-Pierre-Joseph-Marie-Henri Hanrion, O.F.M.[1] (29.03.1960 — 18.09.1984);
- Епископ Jacques Tukumbé Nyimbusède Anyilunda (3.12.1990 — по настоящее время).

## Источник
- Annuario Pontificio, Libreria Editrice Vaticana, Città del Vaticano, 2003, ISBN 88-209-7422-3
- Булла Ex quo tempore, AAS 52 (1960), стр. 874  (лат.)
- Булла Quod universo hominum  (лат.)